# Le Saut à la couverture
Le Saut à la couverture (també coneguda com Brimade dans une caserne) és una pel·lícula de curtmetratge documental muda en blanc i negre francesa del 1895 dirigida i produïda per Louis Lumière.
La pel·lícula va formar part de la primera presentació comercial de la Lumière Cinématographe el 28 de desembre de 1895 al Salon Indien, Grand Café, 14 Boulevard des Capuchins, París.

## Producció
Com amb totes les primeres pel·lícules de Lumière, aquesta pel·lícula es va fer en un format de 35 mm amb una relació d'aspecte d'1,33: 1. Va ser filmada mitjançant el cinematògraf, una càmera tot en un, que també serveix com a projector i desenvolupador de pel·lícules.

## Argument
Quatre homes aguantaven el que sembla ser una manta, mentre que un que portava un barret mirava. Un sisè home corre cap a ells i intenta saltar a la manta. Ho intenta sense èxit dues vegades seguides sense poder saltar prou alt. En el tercer intent és capaç de saltar i girar a l'aire, gairebé caient a la manta. L'home que l'agafa després la gira una mica a l'aire fent-lo caure a terra. El seu quart intent té més èxit i és capaç de rodar sobre la manta i aterrar de peu a l'altre costat. Corre per un cinquè i últim intent però aquest té menys èxit i s'enganxa a la manta i té dificultats per sortir malgrat els intents dels quatre homes de llançar-lo lliure.